# GoldenEye
GoldenEye (bra: 007 contra GoldenEye; prt: 007 - GoldenEye) é um filme britano-estadunidense de 1995, dos gêneros ação, aventura e espionagem, dirigido por Martin Campbell.
É o 17.º da franquia James Bond, o primeiro com Pierce Brosnan no papel do agente 007 e também o primeiro a não utilizar nenhum elemento de alguma obra publicada por Ian Fleming.
A história original foi desenvolvida por Michael France, e mais tarde foi reescrita por vários roteiristas. No filme, Bond luta para impedir que um desonesto ex-agente do MI6 use um satélite contra Londres, a fim de causar um colapso financeiro global.
GoldenEye foi lançado originalmente em novembro de 1995, depois de um intervalo de seis anos na série de filmes, causada por disputas jurídicas, na qual Timothy Dalton tinha renunciado o papel de James Bond, sendo posteriormente substituído por Pierce Brosnan. O intérprete do agente M mudou, com a atriz Judi Dench substituindo o ator Robert Brown – interpretando desde a franquia The Spy Who Loved Me (1983) à Licence to Kill (1989). O papel da personagem Miss Moneypenny também foi mudada, com a atriz Caroline Bliss – interpretando desde o filme The Living Daylights (1987) à Licence to Kill (1989) – sendo substituída por Samantha Bond. GoldenEye foi o primeiro filme de Bond produzido após a dissolução da União Soviética e o fim da Guerra Fria, servindo como tema para a trama.
O filme arrecadou mais de US$ 350,7 milhões em bilheterias, consideravelmente superior se comparado aos filmes de Dalton, sem levar em conta a inflação da época. Alguns críticos acharam que o filme era uma modernização da série, e perceberam que Brosnan foi uma melhoria definitiva em relação ao seu antecessor. O filme recebeu indicações ao Prémio BAFTA para "Melhor Realização em Efeitos Especiais" e "Melhor Som".
O nome "GoldenEye" é uma homenagem ao criador de Bond, Ian Fleming. Enquanto estava na Inteligência Naval Britânica como capitão-tenente, Fleming esteve em contato com o OSS americano para monitorar o desenvolvimento a após a Guerra Civil na Espanha, em uma operação chamada Operação Goldeneye. Fleming usou o nome de sua operação para a sua propriedade em Oracabessa, na Jamaica.

## Enredo
Em 1986, os agentes do MI6 James Bond, como 007 (Pierce Brosnan) e o agente Alec Trevelyan como 006 (Sean Bean), se infiltraram em uma fábrica soviética de armas químicas com a intenção de destrui-la. Trevelyan é morto pelo Coronel Ourumov (Gottfried John), porém Bond rouba um avião e consegue fugir antes da fábrica explodir.
Nove anos depois, em 1995, Bond chega em Monte Carlo, Mônaco, para seguir Xenia Onatopp (Famke Janssen), suspeita de fazer parte da organização criminal de Janus. Ela mata um almirante da Marinha Real do Canadá, esmagando suas costelas com suas coxas durante a relação sexual, deixando que Ourumov (agora General) roube a identidade do almirante. No dia seguinte os dois roubam um helicóptero Eurocopter Tiger, que consegue suportar um pulso eletromagnético. Eles viajam até um forte militar em Severnaya, Rússia, onde matam a equipe e roubam os controles das armas espaciais GoldenEye. Eles programam um dos satélites para destruir o complexo com um pulso eletromagnético, escapando junto com o programador Boris Grishenko (Alan Cumming). Natalya Simonova (Izabella Scorupco), a única sobrevivente, contacta Grishenko em São Petesburgo, porém ele a entrega para Janus, sendo um dos traidores.
Em Londres, a agente M (Judi Dench) envia Bond para investigar o ataque. Ele vai à São Petesburgo e se encontra com Jack Wade (Joe Don Baker), um agente da CIA. Ele sugere que Bond se encontre com Valentin Zukovsky (Robbie Coltrane), ex-agente da KGB soviética e líder da máfia russa, sendo rival de negócios de Janus. Depois de Bond lhe dar dicas sobre um potencial assalto, Zukovsky marca um encontro com a organização. Onatopp é enviada para matar Bond em seu hotel, porém ele a derrota e faz com que ela o leve até Janus. Bond se encontra com Janus e descobre que ele é na verdade Trevelyan, o ex-agente 006, que quase não escapou da explosão na fábrica soviética. Um descendente dos cossacos, que colaboraram com as forças nazistas na Segunda Guerra Mundial, ele fingiu sua morte para se vingar contra o Reino Unido por seu envolvimento na morte de seus pais. No momento em que Bond está para atirar em Trevelyan, ele é atingido por um dardo com tranquilizantes.
Bond acorda amarrado junto com Simonova no helicóptero Tiger, que está programado para se auto-destruir. Eles conseguem escapar, mas são imediatamente presos pela polícia russa e levados diante do Ministro da Defesa Russa para interrogatório. No momento que Simonova revela a existência de um segundo satélite GoldenEye e o envolvimento de Ourumov no massacre de Severnaya, o general entra na sala e mata o ministro. Ele chama os guardas, Simonova é capturada e colocada em um carro junto com Ourumov, mas Bond consegue escapar. Bond rouba um tanque de guerra e os persegue pelas ruas da cidade até um trem blindado pertencente a Janus. Ele mata Ourumov, mas Trevelyan o prende junto com Simonova dentro do trem. Antes do trem explodir, Simonova consegue localizar o satélite de Grishenko, localizando-a em Cuba.
Em Cuba, Bond e Simonova encontram Wade e pegam seu avião. Enquanto voam, eles são abatidos por um míssil. Logo após a queda, Onatopp chega de helicóptero e ataca Bond. Eles lutam, mas Bond consegue matá-la. Em seguida, ele e Simonova testemunham a água de um lago ser drenada para revelar uma enorme antena. Eles se infiltram na estação de controle, onde Bond é capturado. Trevelyan revela seu plano para roubar o Banco da Inglaterra antes de apagar todos os dados da transação com GoldenEye, destruindo toda a econômia britânica.
Enquanto isso, Simonova programa o satélite para reentrar na atmosfera, destruindo-o. Após Trevelyan capturar Simonova e enquanto Grishenko tenta salvar o satélite, Bond aciona sua caneta explosiva e escapa pela antena. Ele sabota a antena, impedindo que Grishenko reassuma o controle de GoldenEye. Bond luta com Trevelyan, indo parar no alto da plataforma da antena. Depois de chutá-lo para fora da plataforma, Bond segura Trevelyan pelo pé, o soltando após uma breve conversa. A antena explode, matando Trevelyan e Grishenko. Simonova ordena que um piloto de helicóptero pegue Bond, e os dois são resgatados por Wade e um grupo de fuzileiros.

## Elenco
- Brosnan em 2002
- Bean em 2015
- Scorupco em 2013
- Janssen em 2014
- Dench em 2007

- Pierce Brosnan como James Bond (007): Agente do MI6 enviado para impedir que o sindicato criminal, Janus, adquirisse o satélite GoldenEye, uma arma clandestina desenvolvida pelos soviéticos durante a Guerra Fria.
- Sean Bean como Alec Trevelyan (006)/Janus: Ex-agente do MI-6, que trai a agência de espionagem, MI6, durante uma missão para explodir uma fábrica de armas químicas no interior da Rússia, em companhia do colega 007.
- Izabella Scorupco como Natalya Simonova:  Programadora de computadores russa, trabalhando no Centro de Controle Espacial de Severnaya, na Sibéria, em sistemas de controle de mísseis.
- Famke Janssen como Xenia Onatopp: Ex-piloto de caças da Força Aérea Soviética, juntou-se ao sindicato criminal Janus, sendo capanga de Alec Trevelyan. Representação clássica da Femme fatale, é uma assassina georgiana com características sádicas, gostando de sufocar seus amantes durante o sexo.
- Joe Don Baker como Jack Wade: Veterano e agente da CIA que ajuda Bond em sua missão.
- Judi Dench como M: Chefe do serviço secreto britânico, MI6.
- Gottfried John como General Arkady Grigorovich Ourumov: Coronel e posteriormente tornando-se general, torna-se traidor da Rússia, servindo secretamente  com o sindicato criminal de Janus, para adquirir o GoldenEye.
- Robbie Coltrane como Valentin Zukovsky: Ex-agente da KGB soviética e mafioso russo, que ajuda Bond em sua missão.
- Alan Cumming como Boris Grishenko: Programador e hacker de computadores, trabalhava junto com Natalya em Severnaya, mostrando-se um dos cúmplices e também capanga de Janus.
- Tchéky Karyo como Dmitri Mishkin: Ministro de Defesa da Rússia.
- Desmond Llewelyn como Q: Agente e chefe da divisão de pesquisa e desenvolvimento do MI6, considerado mestre de armas.
- Samantha Bond como Srta. Moneypenny: Secretária particular de M e do agente 007.
- Minnie Driver como Irina: Cantora de boate e amante de Zukovsky.
- Serena Gordon como Caroline: Psicóloga do MI6 enviada para avaliar Bond.

## Produção

### Prelúdio

Logotipo do filme

Licence to Kill não arrecadou bem nas bilheterias e foi, no mercado norte-americano, o filme de Bond de pior arrecadação. Além disso, em 1989, a Metro-Goldwyn-Mayer (MGM) e a United Artists (UA) foram vendidas para o grupo australiano Qintex, que desejava fundir as companhias com a Pathé. A Danjaq LLC, companhia suíça relacionada a EON Productions, processou a MGM e a UA porque os filmes de Bond estavam sendo entregues para a Pathé, que queria transmiti-los pela televisão em vários países sem a permissão da Danjaq. Esses problemas legais atrasaram a realização de um novo filme por anos.
Enquanto as disputas legais continuavam, Timothy Dalton ainda deveria interpretar Bond em um novo filme, já que havia assinado um contrato para três filmes. A pré-produção começou em maio de 1990, com um rascunho de roteiro sendo escrito por Alfonso Ruggiero Jr. e Michael G. Wilson. A produção deveria começar em 1990 em Hong Kong para uma estreia em 1991, porém os processos judiciais fizeram com que as datas passassem sem o filme entrar em produção. Durante uma entrevista feita em 1993, Dalton afirmou que Michael France estava escrevendo um roteiro que deveria ficar pronto entre janeiro e fevereiro de 1994. Apesar do roteiro de France ter ficado pronto em janeiro, em abril Dalton oficialmente deixou o papel. Para substituí-lo, os produtores escolheram Pierce Brosnan, que fora impedido de substituir Roger Moore em 1986 por estar comprometido com a série Remington Steele. Judi Dench foi escalada para interpretar M, fazendo de GoldenEye o primeiro filme da série com uma M mulher. A decisão acredita-se que foi inspirada por Stella Rimington se tornando a chefe do MI5 em 1992.
GoldenEye foi produzido pela EON Productions. Com a saúde de Albert R. Broccoli se deteriorando (ele morreria sete meses após o lançamento do filme), sua filha Barbara Broccoli assumiu o cargo de produtora junto com Wilson, enquanto que Albert Broccoli supervisionou a produção como consultor. A MGM abordou John Woo sobre a possibilidade dele dirigir GoldenEye; Woo recusou a oportunidade, mas disse ter ficado honrado pela oferta. Os produtores então escolheram Martin Campbell, que Brosnan posteriormente descreveria como "um guerreiro".

### Roteiro
Os produtores originalmente escolheram não usar Richard Maibaum, roteirista de longa data da série; ele morreu em 1991. Depois de France ter entregue seu roteiro original, Jeffrey Caine foi contratado para reescrevê-lo. Caine manteve muitas das ideias de France, porém adicionou o prólogo antes dos créditos principais. Kevin Wade poliu o roteiro e Bruce Fierstein deu retoques finais. No filme, os créditos foram divididos por Caine e Fierstein, enquanto France foi apenas creditado pela história, algo que ele achou ser injusto, particularmente por acreditar que as mudanças não eram uma melhora em relação a sua versão original. Wade não foi creditado, porém Jack Wade, um agente da CIA que ele criara, foi nomeado em sua homenagem.
Apesar da história não ser baseada em nenhum trabalho de Ian Fleming, o título GoldenEye remete a sua casa jamaicana onde ele escreveu todos os seus romances de Bond. Fleming deu várias explicações sobre a origem do nome de sua propriedade, incluindo o livro Reflections in a Golden Eye, escrito por Carson McCullers, e a Operação Golden Eye, um plano desenvolvido pelo próprio Fleming durante a Segunda Guerra Mundial caso os nazistas invadissem a Espanha.
Desde o lançamento de Licence to Kill, a situação mundial mudou drasticamente. GoldenEye foi o primeiro filme da série produzido desde a queda do Muro de Berlim e a dissolução da União Soviética. Isso criou certa dúvida se James Bond ainda era relevante no mundo moderno, já que muitos dos filmes anteriores colocavam o personagem contra vilões soviéticos tentando tirar vantagem da Guerra Fria. Muitas pessoas dentro da indústria do cinema acharam que seria "inútil" Bond retornar, e que era melhor a série permanecer como "um ícone do passado". Todavia, após seu lançamento, GoldenEye foi visto como uma revitalização bem sucedida que adaptou a franquia para os anos 1990. Uma das inovações do filme foi a escolha de uma M mulher. Na história, M rapidamente estabelece sua autoridade, afirmando que Bond é um "dinossauro sexista misógino" e "uma relíquia da Guerra Fria". Isso é uma das primeiras indicações que Bond é mostrado de forma bem menos tempestuosa do que o Bond de Dalton em 1989.

### Filmagens

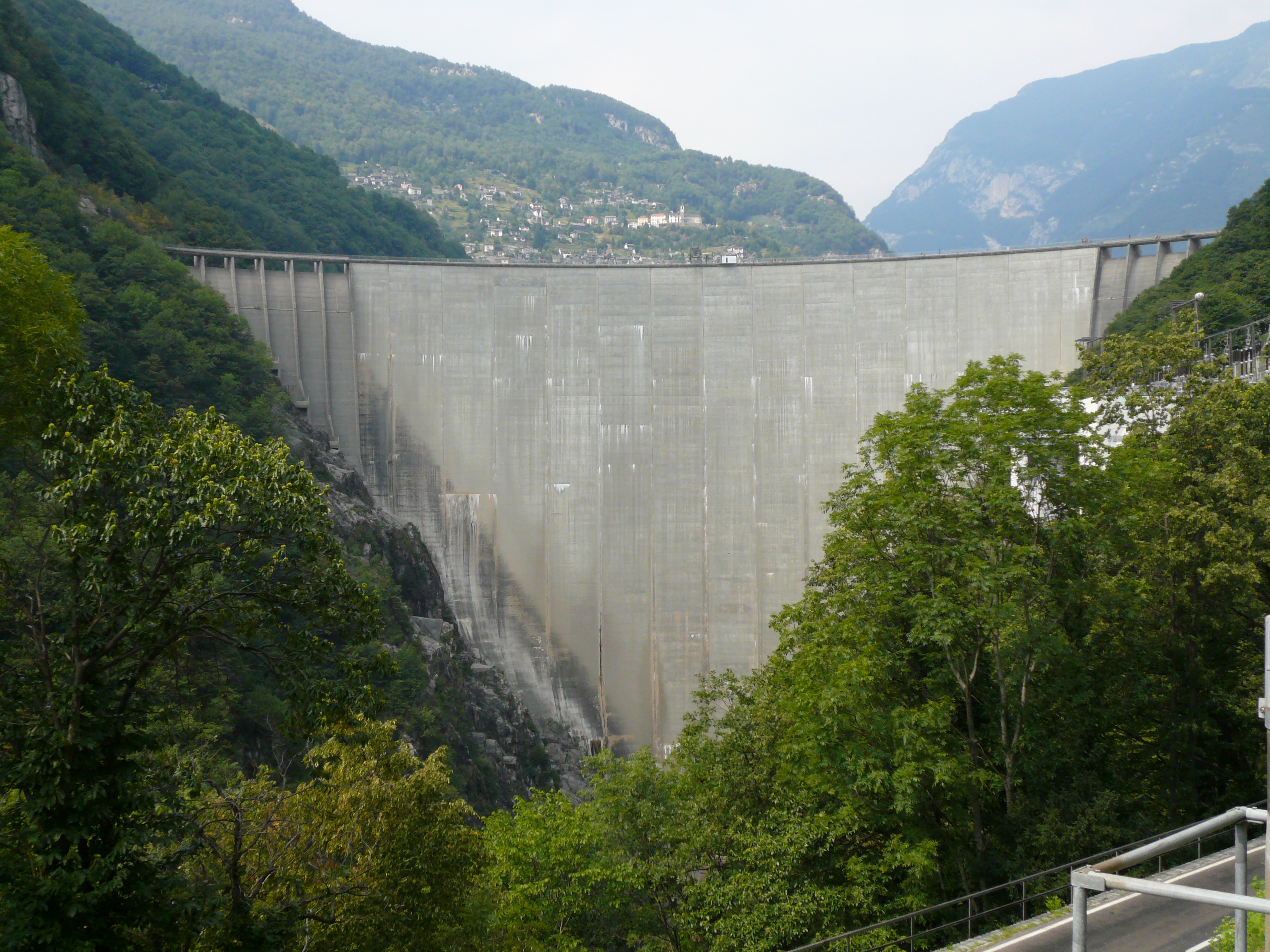
A Represa de Contra, usada na gravação da sequência de abertura

As filmagens começaram em 16 de janeiro de 1995 e continuaram até 6 de junho. Os produtores não conseguiram filmar em Pinewood Studios, tradicional estúdio usado nos filmes de Bond, já que ele estava todo reservado para First Knight. No lugar, uma antiga fábrica da Rolls-Royce no Aeródromo de Leavesden, Hertfordshire, foi transformada em estúdio. Os produtores mais tarde afirmariam que Pinewood teria sido muito pequeno.
O salto de bungee jumping foi filmado na Represa de Contra (também conhecida como Verzasca ou Locarno) em Ticino, Suíça. As cenas dentro do cassino e a demonstração do Eurocopter Tiger foram filmadas em Monte Carlo. Imagens de referência para a perseguição do tanque de guerra foram gravadas em locação na cidade de São Petesburgo e então combinadas com réplicas das ruas construídas em Leavesden. O clímax na antena foi filmado no Radiotelescópio de Arecibo, em Porto Rico. A verdadeira sede do MI6 foi usada para os exteriores do escritório de M. Algumas das cenas de São Petesburgo foram feitas em Londres – Epsom Downs Racecourse serviu de locação para o aeroporto – para reduzir custos e por motivos de segurança, já que a segunda unidade enviada para a Rússia precisou de guarda-costas.
A marinha francesa disponibilizou a frigata La Fayette e seu novíssimo helicóptero Tiger para a equipe de produção. O governo francês também permitiu o uso dos logotipos da marinha para a campanha promocional do filme. Entretanto, os produtores tiveram uma disputa com o Ministro da Defesa sobre a posição de Brosnan contra os testes nucleares franceses e seu envolvimento com o Greenpeace; como resultado, a estreia francesa foi cancelada.
As sequências do trem blindado foram gravadas no Nene Valley Railway, perto de Peterborough. O trem foi construído a partir de uma locomotiva British Rail Class 20 e dois vagões British Railways Mark 2, todos cobertos por um chassi que se assemelhava a um trem blindado soviético.

### Efeitos

A sequência de créditos na abertura do filme mostra uma mulher destruindo a foice e martelo, símbolo comunista.

GoldenEye foi o último filme de Derek Meddings, supervisor de efeitos especiais; sua maior contribuição foi na área das miniaturas. Também é o primeiro filme de Bond a usar imagens geradas por computador. Entre as miniaturas usadas, estão a maior parte dos planos externos de Severnaya, a cena em que o trem de Janus bate contra o tanque e o lago que esconde a antena, já que os produtores não encontraram um lago adequado em Porto Rico. O clímax usa cenas gravadas em Arecibo, a miniatura de Meddings e imagens de dublês feitas na Inglaterra.
A maior sequência de ação do filme foi a perseguição com o tanque de guerra, que demorou seis semanas para ser filmada, realizada em locação na cidade de São Petesburgo e em Leavesden. Um tanque russo T-54/T-55, emprestado do East England Military Museum, foi modificado com a adição de painéis de blindagem falsos. Para não danificar os pavimentos das ruas de São Petesburgo, as esteiras do tanque foram substituídas por outras feitas de borracha, tiradas de um Chieftain tank. Uma área retangular foi cortada na dianteira do tanque e coberta com acrílico, permitindo que um piloto treinado manobrasse o veículo deitado enquanto Brosnan ficava sentado no assento (modificado) do motorista com a cabaça para fora da escotilha, criando a ilusão de que ele estava comandando o tanque.
Rémy Julienne, coordenador de dublês, descreveu a cena de perseguição entre o Aston Martin DB5 e a Ferrari F355 como uma disputa entre "um veículo perfeito, antigo e vulnerável e um carro de corrida". A sequência teve de ser meticulosamente planejada já que os carros eram muito diferentes. Pregos tiveram de ser colocados nos pneus do F355 para fazê-lo derrapar, e em uma tomada os veículos colidiram.
Para a luta final entre Bond e Trevelyan dentro da armação da antena, Campbell tirou inspiração do confronto entre Bond e Red Grant no Expresso do Oriente em From Russia with Love. Brosnan e Sean Bean dispensaram os dublês, exceto quando um é jogado contra a parede. Brosnan acabou machucando sua mão na cena em que ele se segura na escada, forçando os produtores a adiarem suas cenas e adiantassem a gravação das de Severnaya.
O salto de 220 m da Represa de Contra na abertura foi realizado pelo dublê Wayne Michaels, e estabeleceu o recorde de maior salto a partir de um estrutura fixa. O final da sequência pré-créditos com Bond pulando de moto atrás de um avião possuía Jacques Malnuit dirigindo a motocicleta e B. J. Worth pilotando o avião.
A queda do comunismo na Rússia foi o foco principal da sequência de créditos principais, projetados por Daniel Kleinman (que substituiu Maurice Binder após sua morte em 1991). Eles mostram a destruição de várias estruturas associadas a União Soviética, como a estrela vermelha, a foice e martelo e estátuas de Josef Stalin e Vladimir Lenin. Em entrevista, Kleinman disse que desejava contar uma história com a sequência, mostrando "o que estava acontecendo com países comunistas enquanto o comunismo estava caindo". De acordo com o produtor Michael G. Wilson, alguns partidos comunistas protestaram contra "símbolos socialistas sendo destruídos não por governos, mas por garotas de bíquini", especialmente o da Índia, que ameaçou boicotar o filme.

### Música
A canção tema, "GoldenEye", foi escrita por Bono e The Edge (vocalista e guitarrista da banda de rock irlandesa U2, respectivamente) com performance de Tina Turner. Como os produtores não colaboraram com Bono e The Edge, nenhuma versão da canção aparece durante GoldenEye, como costumava acontecer nos filmes anteriores da série. O grupo sueco Ace of Base também gravou um possível tema, porém a gravadora Arista Records tirou a banda do projeto temendo um impacto negativo caso o filme fosse um fracasso. A canção foi posteriormente reescrita como "The Juvenile".
A trilha sonora de GoldenEye foi composta por Éric Serra. John Barry, veterano compositor da franquia, disse que recusou uma oferta feita por Barbara Broccoli. A trilha de Serra foi muito criticada: Richard von Busack, da Metro, escreveu que ela era "mais apropriada para um passeio no elevador do que um passeio em uma montanha-russa", enquanto que a Filmtracks disse que o compositor "falhou completamente em sua tentativa de conectar GoldenEye com o passado da franquia". A canção dos créditos finais, "The Experience of Love", foi baseada em uma pequena composição que Serra havia feito para Léon, um ano antes.
Mais tarde, John Altman escreveu a música para a perseguição em São Petesburgo. A faixa original de Serra, "A Pleasant Drive In St. Petersburg", ainda pode ser ouvida no álbum da trilha sonora. Serra compôs e interpretou várias faixas sintetizadas, incluindo uma versão do tema de James Bond que toca na sequência do cano da pistola, enquanto Altman e David Arch compuseram músicas mais orquestrais e sinfônicas.

## Lançamento e repercussão
GoldenEye estreou em 13 de novembro de 1995 no Radio City Music Hall, Nova Iorque, entrando em lançamento geral nos Estados Unidos no dia 17 de novembro. A estreia no Reino Unido ocorreu em 21 de novembro na Odeon Leicester Square e teve a presença do Príncipe Charles, com o lançamento geral acontecendo três dias depois. Brosnan boicotou a estreia na França para apoiar o protesto do Greenpeace contra os teste nucleares franceses, forçando o cancelamento do evento.
O filme arrecadou mais de US$ 26 milhões em seu fim de semana de estreia, sendo exibido em 2 667 cinemas nos EUA. Sua arrecadação total mundial foi de US$ 352.194.034. Ele foi o quarto filme de maior arracadação no ano de 1995, além do filme de Bond mais bem sucedido desde Moonraker, sem levar em conta a inflação.
GoldenEye foi editado para conseguir uma classificação indicativa PG-13 da MPAA e uma 12 da BBFC. Os cortes incluíam o buraco visível da bala na cabeça de Trevelyan durante o prólogo, várias mortes adicionais quando Onatopp assassina os trabalhadores da estação de Severnaya, imagens mais explícitas e comportamento violento da morte do almirante canadense, imagens extras da morte de Onatopp e a pancada que Bond desfere contra ela no carro. Em 2006, o filme foi remasterizado para coleção James Bond Ultimate Edition em DVD, onde os cortes da BBFC foram restaurados e ele foi reclassificado para 15. Entretanto, os cortes da MPAA permaneceram.

### Crítica
GoldenEye foi bem recebido pela crítica. No Rotten Tomatoes o filme possui um índice de aprovação de 81%, enquanto que no Metacritic sua aprovação é de 65/100. Para o Chicago Sun-Times, Roger Ebert deu ao filme 3 estrelas de um total de 4, dizendo que o Bond de Brosnan era "de alguma forma mais sensível, mais vulnerável e mais psicologicamente completo" do que seus predecessores; ele também comentou a "perda da inocência" que Bond tinha em filmes anteriores. James Berardinelli descreveu Brosnan como "definitivamente uma melhora sobre seu predecessor imediato" com um "toque de humor para ir junto com seu charme natural", porém disse que um quarto de Goldeneye não tinha ritmo.
Vários críticos elogiaram a avaliação que M faz de Bond como um "dinossauro sexista misógino", com Todd McCarthy da Variety dizendo que GoldenEye "sopra criatividade e vida comercial" na série. John Puccio da DVD Town disse que o filme era "uma entrada cheia de ação na série Bond que agrada os olhos e os ouvidos", e que o filme deu ao personagem "um pouco de humanidade também". Ian Nathan da Empire disse que GoldenEye "renova o indomável espírito britânico" e que os filmes da série Die Hard "nem chegam perto de 007". Tom Sonne  do Sunday Times considerou GoldenEye o melhor filme de Bond desde The Spy Who Loved Me. Jose Arroyo da Sight & Sound afirmou que seu maior sucesso era modernizar a franquia.
GoldenEye também está nas primeiras posições em listas relacionadas a Bond. A IGN o escolheu como o quinto melhor filme da série, a Entertainment Weekly o coloca na oitava posição, enquanto Norman Wilner da MSN o escolheu como o nono melhor. A Entertainment Weekly também escolheu Xenia Onatopp como a 6ª Bond girl mais memorável, enquanto a IGN colocou Natalya Simonova na sétima posição em lista semelhante.
Entretanto, o filme recebeu algumas críticas negativas. Richard Schickel da revista TIME escreveu que após "um terço de século", as convenções de Bond sobreviveram em "joelhos vacilantes", enquanto que Owen Gleiberman, da Entertainment Weekly, achou que a série havia "entrado em um estado quase-terminal de exaustão". Dragan Antulov afirmou que GoldenEye tinha um previsível série de cenas, e Kenneth Turan do Los Angeles Times disse que o filme era "uma entidade na meia idade tentando a todo custo parecer estar na moda". David Eimer da Premiere escreveu que "o humor característico aparece pouco" e que "Goldeneye não é um clássico de Bond de forma alguma". Madeleine Williams afirmou que "há várias proezas e explosões para te distrair do enredo".
Em 2019, foi publicado um livro que avaliou muito favoravelmente este filme, The World of GoldenEye, escrito por Nicolás Suszczyk, com edições em inglês e espanhol. Esse trabalho foi atualizado e ampliado em 2020 para comemorar o 25º aniversário do filme. Mais tarde naquele ano, o mesmo autor produziu outro trabalho gratificante do GoldenEye intitulado For England James: Notes on the Visual Impact of GoldenEye.

### Prêmios
GoldenEye foi indicado a dois BAFTA, "Melhor Som" (Jim Shields, David John, Graham Hartstone, John Hayward e Michael Carter) e "Melhor Realização em Efeitos Visuais" (Chris Corbould, Derek Meddings e Brian Smithies). Éric Serra venceu o BMI Film Award pela trilha sonora,[carece de fontes?] e o filme também foi indicado a Melhor Filme de Ação e Melhor Ator (Pierce Brosnan) no Saturn Awards, além de Melhor Luta (Brosnan e Famke Janssen) no MTV Movie Awards.[carece de fontes?]